# André Dussollier
André Dussollier (Annecy, 17 febbraio 1946) è un attore francese.

## Biografia
Nel corso della sua carriera, ha vinto tre Premi César, due come miglior attore non protagonista per Un cuore in inverno (1993) e La Chambre des officiers (2002), e tra questi due premi, quello come miglior attore protagonista nel 1998 per Parole, parole, parole.... Nel 1995 ha affiancato Alberto Sordi nel film italiano Romanzo di un giovane povero. Nel 1974 ha affiancato Marthe Keller nel film Tutta una vita di Claude Lelouch. Nel 2015, dopo quattro candidature, ha ricevuto il Premio Molière per il migliore attore, per la sua interpretazione in Novecento.

### Vita privata
I suoi genitori,  François (1915-2010) e Marie-Louise (1916-2001), erano entrambi esattori.
A metà degli anni settanta è stato il compagno per due anni dell'attrice Isabelle Adjani. Con Francesca Avossa ha due figli: Léo (1988) e Giulia (1993).

## Filmografia

### Cinema
- Ils, regia di Jean-Daniel Simon (1970) - non accreditato
- Mica scema la ragazza! (Une belle fille comme moi), regia di François Truffaut (1972)
- Tutta una vita (Toute une vie), regia di Claude Lelouch (1974)
- Lo schiaffo (La Gifle), regia di Claude Pinoteau (1974) - non accreditato
- Un divorce heureux, regia di Henning Carlsen (1975)
- Codice 215: Valparaiso non risponde (Il pleut sur Santiago), regia di Helvio Soto (1976)
- Marie-poupée, regia di Joël Séria	(1976)
- Alice (Alice ou la dernière fugue), regia di Claude Chabrol	(1977)
- Le Couple témoin, regia di William Klein (1977)
- Ben et Bénédict, regia di Paula Delsol (1977)
- Il fuorilegge (Perceval le Gallois), regia di Éric Rohmer (1978)
- L'amore fugge (L'Amour en fuite), regia di François Truffaut (1978) - non accreditato
- La triple mort du troisième personnage di Helvio Soto	(1979)
- Extérieur, nuit, regia di Jacques Bral (1980)
- Ideiglenes paradicsom, regia di András Kovács (1981)
- Le ragazze di Grenoble (Les filles de Grenoble), regia di Joël Le Moigné (1981)
- Qu'est-ce qui fait courir David?, regia di Élie Chouraqui (1982)
- Il bel matrimonio (Le Beau Mariage), regia di Éric Rohmer	(1982)
- La vita è un romanzo (La vie est un roman), regia di Alain Resnais (1983)
- Liberty belle, regia di Pascal Kané (1983)
- Frontières (De grens), regia di Leon de Winter (1984)
- Stress, regia di Jean-Louis Bertucelli (1984)
- L'amour à mort, regia di Alain Resnais (1984)
- L'amore in pezzi (L'Amour par terre), regia di Jacques Rivette (1984)
- Così come eravamo (Just the Way You Are), regia di Édouard Molinaro (1984)
- Première classe, regia di Mehdi El Glaoui – cortometraggio (1984)
- Les Enfants, regia di Marguerite Duras, Jean Mascolo e Jean-Marc Turine (1985)
- Tre uomini e una culla (Trois hommes et un couffin), regia di Coline Serreau (1985)
- Elisabeth, regia di Pierre-Jean de San Bartolomé – cortometraggio (1985)
- Yiddish Connection, regia di Paul Boujenah (1986)
- Triple sec, regia di Yves Thomas – cortometraggio (1986)
- Mélo, regia di Alain Resnais	(1986)
- Fréquence meurtre, regia di Élisabeth Rappeneau (1988)
- De sable et de sang, regia di Jeanne Labrune (1988)
- L'Enfance de l'art, regia di Francis Girod (1988)
- L'amico traditore (Mon ami le traître), regia di José Giovanni (1988)
- La femme fardée, regia di José Pinheiro (1990)
- Sushi Sushi, regia di Laurent Perrin (1991)
- Border Line, regia di Danièle Dubroux (1992)
- Un cuore in inverno (Un cœur en hiver), regia di Claude Sautet (1992)
- La piccola apocalisse (La Petite apocalypse), regia di Costa-Gavras (1993)
- Belyy korol, krasnaya koroleva (Russkie) di Sergej Vladimirovič Bodrov	(1993)
- Les Marmottes, regia di Élie Chouraqui (1993)
- Montparnasse-Pondichéry, regia di Yves Robert (1994)
- Aux petits bonheurs, regia di Michel Deville (1994)
- Il colonnello Chabert (Le Colonel Chabert), regia di Yves Angelo (1994)
- Romanzo di un giovane povero, regia di Ettore Scola (1995)
- Les Fleurs de Maria Papadopylou, regia di Dodine Herry – cortometraggio (1995)
- Quadrille, regia di Valérie Lemercier (1997)
- Un air si pur..., regia di Yves Angelo (1997)
- Parole, parole, parole... (On connaît la chanson), regia di Alain Resnais	(1997)
- Vite rubate (Voleur de vie), regia di Yves Angelo (1998)
- I ragazzi del Marais (Les Enfants du Marais), regia di Jean Becker (1999)
- Augustin, roi du kung-fu, regia di Anne Fontaine (1999)
- Scènes de crimes, regia di Frédéric Schoendoerffer (2000)
- Actors (Les acteurs), regia di Bertrand Blier (2000)
- Aïe, regia di Sophie Fillières (2000)
- Omicidio in Paradiso (Un crime au paradis), regia di Jean Becker (2001)
- La Chambre des officiers, regia di François Dupeyron (2001)
- Vidocq - La maschera senza volto (Vidocq), regia di Pitof	(2001)
- Tanguy, regia di Étienne Chatiliez (2001)
- 18 ans après, regia di Coline Serreau (2003)
- Effroyables jardins - I giardini crudeli della vita (Effroyables Jardins), regia di Jean Becker (2003)
- Sta' zitto... non rompere (Tais-toi!), regia di Francis Veber	(2003)
- Agents secrets, regia di Frédéric Schoendoerffer (2004)
- Una lunga domenica di passioni (Un long dimanche de fiançailles), regia di Jean-Pierre Jeunet (2004)
- 36 Quai des Orfèvres, regia di Olivier Marchal (2004)
- Due per un delitto (Mon petit doigt m'a dit...), regia di Pascal Thomas (2005)
- Due volte lei (Lemming), regia di Dominik Moll (2005)
- Un ticket pour l'espace, regia di Éric Lartigau (2006)
- Cuori (Cœurs), regia di Alain Resnais (2006)
- Non dirlo a nessuno (Ne le dis à personne), regia di Guillaume Canet (2006)
- La masseria delle allodole, regia di Paolo e Vittorio Taviani (2007)
- Ma place au soleil, regia di Eric de Montalier (2007)
- La vérité ou presque, regia di Sam Karmann (2007)
- Affaire de famille, regia di Claus Drexel (2008)
- Cortex, regia di Nicolas Boukhrief (2008)
- Leur morale... et la nôtre, regia di Florence Quentin (2008)
- Istantanea di un delitto (Le crime est notre affaire), regia di Pascal Thomas (2008)
- Musée haut, musée bas, regia di Jean-Michel Ribes (2008)
- Gli amori folli (Les herbes folles), regia di Alain Resnais (2009)
- L'esplosivo piano di Bazil (Micmacs à tire-larigot), regia di Jean-Pierre Jeunet (2009)
- Une affaire d'Etat , regia di Eric Valette (2009)
- Une exécution ordinaire, regia di Marc Dugain (2010)
- Chicas, regia di Yasmina Reza (2010)
- Gli imperdonabili (Impardonnables), regia di André Téchiné (2011)
- Il mio migliore incubo! (Mon pire cauchemar), regia di Anne Fontaine (2011)
- Associés contre le crime: L'oeuf d'Ambroise, regia di Pascal Thomas (2012)
- Queens of the Ring (Les reines du ring), regia di Jean-Marc Rudnicki (2013)
- Aimer, boire et chanter, regia di Alain Resnais (2014)
- La bella e la bestia (La belle & la bête), regia di Christophe Gans (2014)
- Diplomacy - Una notte per salvare Parigi (Diplomatie), regia di Volker Schlöndorff (2014)
- Brèves de comptoir, regia di Jean-Michel Ribes (2014)
- Des lendemains qui chantent, regia di Nicolas Castro (2014)
- I miei giorni più belli (Trois souvenirs de ma jeunesse), regia di Arnaud Desplechin (2015)
- Des Apaches, regia di Nassim Amaouche (2015)
- Le grand jeu, regia di Nicolas Pariser (2015)
- Belles Familles, regia di Jean-Paul Rappeneau (2015)
- Vingt et une nuits avec Pattie, regia di Arnaud e Jean-Marie Larrieu (2015)
- Le flan, regia di Odile d'Oultremont – cortometraggio (2015)
- Adopte un veuf, regia di François Desagnat (2016)
- Una famiglia senza freni (À fond), regia di Nicolas Benamou (2016)
- A casa nostra (Chez nous), regia di Lucas Belvaux (2017)
- L'erba cattiva (Mauvaises herbes), regia di Kheiron (2018)
- Un sogno per papà (Fourmi), regia di Julien Rappeneau (2019)
- Tanguy, le retour, regia di Étienne Chatiliez (2019)
- Black Box - La scatola nera  (Boîte noire), regia di Yann Gozlan (2021)
- È andato tutto bene (Tout s'est bien passé), regia di François Ozon (2021)
- Attention au départ, regia di Benjamin Euvrard (2021)
- Mon Crime - La colpevole sono io (Mon Crime), regia di François Ozon (2023)

### Televisione
- Les enquêtes du commissaire Maigret – serie TV, episodio 5x04 (1971)
- Les Chemins de pierre – serie TV (1972)
- Les Boussardel, regia di René Lucot – miniserie TV (1972)
- Le plaisir de rompre, regia di Jean-Marie Coldefy – film TV (1973)
- Les fourberies de Scapin, regia di Jean-Paul Carrère – film TV (1973)
- Madame Bovary, regia di Pierre Cardinal – film TV (1974)
- Histoire de rire, regia di Yves-André Hubert – film TV (1976)
- Les samedis de l'histoire – serie TV, episodio 1x02 (1977)
- Un ours pas comme les autres, regia di Nina Companeez – miniserie TV, 6 puntate (1978)
- Le petit théâtre d'Antenne 2 – serie TV, 2 episodi (1979-1989)
- Cinéma 16 – serie TV, episodio 1x39 (1979)
- Orient-Express, regia di Daniele D'Anza – miniserie TV, 1 puntata (1980)
- Le barbier de Séville, regia di Jean Pignol – film TV (1980)
- La Fraîcheur de l'aube, regia di Raymond Rouleau – film TV (1980)
- Les Héritiers – serie TV, episodio 1x11 (1980)
- Caméra une première – serie TV, episodio 1x16 (1981)
- L'Épreuve, regia di Claude Santelli – film TV (1982)
- Au théâtre ce soir – serie TV, episodio 398 (1982)
- Elle voulait faire du cinéma, regia di Caroline Huppert – film TV (1983)
- Allò Beatrice (Allô Béatrice) – serie TV, episodio 1x01 (1984)
- Emmenez-moi au théâtre – serie TV, episodio 1x33 (1984)
- L'Aide-mémoire, regia di Pierre Boutron – film TV (1984)
- Music Hall, regia di Marcel Bluwal – film TV (1985)
- Série noire – serie TV, episodio 1x22 (1987)
- Palace – serie TV, episodi 1x01, 1x02 (1988)
- Pour un oui ou pour un non, regia di Jacques Doillon – film TV (1990)
- Le chemin solitaire, regia di Luc Bondy – film TV (1990)
- Le piège, regia di Serge Moati – film TV (1991)
- Chien et chat – serie TV, 3 episodi (1992-1995)
- Chien et chat II, regia di Marc Simenon – film TV (1994)
- Belle Époque, regia di Gavin Millar – miniserie TV, 3 puntate (1995)
- Notre homme, regia di Élisabeth Rappeneau – film TV (1996)
- Quand le chat sourit, regia di Sabine Azéma – film TV (1997)
- Vérité oblige – serie TV, 6 episodi (1997-2005)
- La dette, regia di Fabrice Cazeneuve – film TV (2000)
- Suzie Berton, regia di Bernard Stora – film TV (2004)
- Le grand restaurant, regia di Gérard Pullicino – film TV (2010) - cameo
- La bonté des femmes, regia di Yves Angelo e Marc Dugain – film TV (2011)
- Cellule de crise – serie TV, 6 episodi (2020)
- Zorro – serie TV, 4 episodi (2024)

### Doppiaggio
- Sade en procès, regia di Pierre Beuchot – film TV (1999)
- Il favoloso mondo di Amélie (Le Fabuleux destin d'Amélie Poulain), regia di Jean-Pierre Jeunet (2001)
- Parva e il principe Shiva (La légende de Parva), regia di Jean Cubaud (2003)
- Mai sulla bocca (Pas sur la bouche), regia di Alain Resnais (2003) - non accreditato
- Dombais et fils, regia di Laurent Jaoui – film TV (2007)
- Mèche Blanche, les aventures du petit castor, regia di Philippe Calderon (2008)
- Le beau monde, regia di Julie Lopes-Curval (2014) - non accreditato
- Il piccolo principe (Le Petit Prince), regia di Mark Osborne (2015) - voce nella versione francese
- Bible, les Récits Fondateurs – serie TV, 36 episodi (2016)

## Doppiatori italiani
Nelle versioni in italiano delle opere in cui ha recitato, André Dussollier è stato doppiato da:
- Renato Cortesi in Tre uomini e una culla, Melò, Parole, parole, parole..., La piccola apocalisse, Vite rubate, Un cuore in inverno, Tanguy, Omicidio in Paradiso, Sta' zitto... non rompere, Due volte lei - Lemming, Due per un delitto, L'esplosivo piano di Bazil, Gli imperdonabili, L'erba cattiva, È andato tutto bene
- Gino La Monica in Mica scema la ragazza!, Cuori, La masseria delle allodole
- Dario Penne in Agents secrets, 36 Quai des Orfèvres, A casa nostra
- Luca Biagini ne Gli amori folli, Il mio migliore incubo!, Una famiglia senza freni
- Michele Kalamera in Una lunga domenica di passioni, Istantanea di un delitto
- Cesare Barbetti in Romanzo di un giovane povero
- Gianni Musy in Non dirlo a nessuno
- Giorgio Lopez ne I ragazzi del Marais
- Massimo Lodolo in Belle Époque
- Alarico Salaroli in Effroyables jardins - I giardini crudeli della vita
- Lucio Saccone in Scènes de crimes
- Paolo Lombardi in Vidocq - La maschera senza volto
- Fabrizio Temperini in L'amico traditore
- Pietro Biondi ne Il colonnello Chabert
- Gil Baroni ne La bella e la bestia
- Stefano De Sando in Diplomacy - Una notte per salvare Parigi
- Rodolfo Bianchi ne I miei giorni più belli
- Ambrogio Colombo in Un sogno per papà
- Michele Gammino in Black Box - La scatola nera

Da doppiatore è sostituito da:
- Omero Antonutti ne Il favoloso mondo di Amélie
- Toni Servillo ne Il piccolo principe
- Luca Biagini in Big Bug

## Premi e nomination
Premi César
- 1987 - nomination per il Premio César per il migliore attore per Mélo[1]
- 1993 - Premio César per il migliore attore non protagonista per Un cuore in inverno[1]
- 1998 - Premio César per il migliore attore per Parole, parole, parole...[1]
- 2000 - nomination per il Premio César per il migliore attore non protagonista per I ragazzi del Marais[1]
- 2002 - Premio César per il migliore attore non protagonista per La Chambre des officiers[1]
- 2002 - nomination per il Premio César per il migliore attore in Tanguy[1]
- 2005 - nomination per il Premio César per il migliore attore non protagonista per 36 Quai des Orfèvres[1]
- 2007 - nomination per il Premio César per il migliore attore non protagonista per Non dirlo a nessuno[1]

Premi Molière
- 1996 - nomination per il Premio Molière per il migliore attore per Scènes de la vie conjugales[3]
- 2002 - nomination per il Premio Molière per il migliore attore per Monstres sacrés, sacrés monstres
- 2003 - nomination per il Premio Molière per il migliore attore per Monstres sacrés, sacrés monstres
- 2015 - Premio Molière per il migliore attore per Novecento[2]

Premi Magritte
- 2017: Premio Magritte onorario[4]